# 184
Năm 184 là một năm trong lịch Julius. 